# Lake Hawdon
Der Lake Hawdon ist ein See im Selwyn District der Region Canterbury auf der Südinsel von Neuseeland.

## Namensherkunft
Der See wurde nach dem australischen Siedler Joseph Hawdon benannt, der Land nahe der kleinen Siedlung Craigieburn gekauft hatte.

## Geographie
Der Lake Hawdon befindet sich rund 500 m südwestlich von der Bahnlinie der Midland Line entfernt liegend in einem Tal, in dem der See rund 10 km nördlich der Torlesse Range und 10,5 km südöstlich des kleinen Ortes Cass zu finden ist. Mit einer Fläche von 36,7 Hektar erstreckt sich der auf einer Höhe von 579 m liegende See über eine Länge von rund 1,02 km in Nordnordwest-Südsüdost-Richtung und misst an seiner breitesten Stelle rund 480 m in Westsüdwest-Ostnordost-Richtung. Der Seeumfang des Gewässers beträgt rund 2,69 km.
Gespeist wird der Lake Hawdon hauptsächlich vom rund 690 m südlich liegenden Lake Marymere. Am  nordwestlichen Ende des Lake Hawdon schließt sich ein kleines Feuchtgebiet mit einem kleinen, rund 0,85 Hektar großen See an. Ein kleiner künstlich angelegter Kanal, der an der westlichen Seite durch das Feuchtgebiet führt, entwässert den Lake Hawdon in Richtung des Slovens Stream, der später in den Broken River mündet.